# Zameczek (Ukraina)
Zameczek (ukr. Замочок) – wieś na Ukrainie, w rejonie lwowskim (wcześniej w rejonie żółkiewskim) obwodu lwowskiego. Wieś liczy około 700 mieszkańców.
Pod koniec XIX w. część wsi nosiła nazwę Soroki.
W II Rzeczypospolitej do 1934 samodzielna gmina jednostkowa. Następnie należała do zbiorowej wiejskiej gminy Wola Wysocka w powiecie żółkiewski w woj. lwowskim. Po wojnie wieś została przyłączona do Ukraińskiej SRR.
W Zameczku urodził się w 1874 Jan Oko – polski filolog klasyczny, latynista, profesor zwyczajny Uniwersytetu Stefana Batorego w Wilnie i Uniwersytetu Łódzkiego, współtwórca wileńskiej szkoły filologicznej.